# Fausto Cerentin
Fausto Cerentin (* 1. Dezember 1973 in Belluno) ist ein italienischer Grasskiläufer. Er wurde zweifacher Weltmeister, dreifacher Europameister und sechsfacher Italienischer Meister, gewann mehrere Weltcuprennen und gehört der Grasski-Nationalmannschaft des Italienischen Wintersportverbandes (FISI) an.

## Karriere
Anfang der 1990er-Jahre gelangen Cerentin erstmals Spitzenplätze bei Juniorenweltmeisterschaften. 1991 wurde er in Lanzo d’Intelvi Zweiter im Slalom und Dritter im Riesenslalom und 1992 gewann er in Kálnica die Goldmedaille im Slalom.
In der Allgemeinen Klasse sorgte Cerentin erstmals bei der Europameisterschaft 1996 in Forni di Sopra für Aufsehen, als er im Riesenslalom, im Super-G und in der Kombination dreimal Gold gewann. Im nächsten Jahr wurde er bei der Weltmeisterschaft 1997 in Müstair Zweiter in der Kombination, jeweils Dritter im Riesenslalom und im Super-G sowie Vierter im Slalom. Bei der Weltmeisterschaft 1999 in Gaal gewann er Bronze im Riesenslalom. Bei den nächsten drei Weltmeisterschaften verpasste der Italiener mehrmals nur knapp die Medaillenränge. 2001 war sein bestes Ergebnis Rang fünf im Slalom, 2003 fuhr er im Slalom und in der Kombination jeweils auf Platz vier sowie auf Rang sechs im Riesenslalom und auf Rang neun im Super-G. 2005 wurde er Vierter in der Kombination, Fünfter im Slalom, Sechster im Riesenslalom und Achter im Super-G. Bei der Weltmeisterschaft 2007 im tschechischen Olešnice v Orlických horách konnte er sich wieder deutlich steigern. Mit zwei Goldmedaillen im Riesenslalom und im Super-G gewann er seine ersten Weltmeistertitel und mit weiteren zwei Silbermedaillen im Slalom und in der Super-Kombination wurde er zum erfolgreichsten Sportler dieser Wettkämpfe. Nachdem er an der Weltmeisterschaft 2009 nicht teilgenommen hatte, gewann Cerentin bei der Weltmeisterschaft 2011 in Goldingen die Bronzemedaille im Riesenslalom. Zudem wurde er Vierter im Super-G, aber nur 18. im Slalom. In der Super-Kombination wurde er wegen eines Torfehlers im Slalomdurchgang disqualifiziert, nachdem er im Super-G-Lauf auf Platz drei gelegen hatte.
Im Weltcup erreichte Cerentin in den Saisonen 2002, 2006 und 2007 mit zahlreichen Podestplätzen jeweils den dritten Platz in der Gesamtwertung. Seinen bislang letzten Weltcupsieg feierte er in der Super-Kombination von Wilhelmsburg zu Beginn der Saison 2009, die er jedoch eine Woche später beendete. Nach knapp einjähriger Rennpause erreichte er in der Saison 2010 zwei Podestplätze und Rang neun im Gesamtweltcup. Ebenfalls zwei Podestplätze und den zehnten Gesamtrang erzielte er in der Saison 2011, 2012 wurde er wiederum mit zwei Podestplätzen 13. im Gesamtweltcup. Bei den Italienischen Meisterschaften errang Cerentin bisher sechs Titel. 2002 gewann er den Slalom und den Super-G, 2004 den Riesenslalom, 2006 den Slalom sowie die Kombination und 2010 erneut den Super-G.

## Erfolge

### Weltmeisterschaften
- Müstair 1997: 2. Kombination, 3. Riesenslalom, 3. Super-G, 4. Slalom
- Gaal 1999: 3. Riesenslalom
- Forni di Sopra 2001: 5. Slalom
- Castione della Presolana 2003: 4. Slalom, 4. Kombination, 6. Riesenslalom, 9. Super-G
- Dizin 2005: 4. Kombination, 5. Slalom, 6. Riesenslalom, 8. Super-G
- Olešnice v Orlických horách 2007: 1. Riesenslalom, 1. Super-G, 2. Slalom, 2. Super-Kombination
- Goldingen 2011: 3. Riesenslalom, 4. Super-G, 18. Slalom

### Europameisterschaften
- Forni di Sopra 1996: 1. Riesenslalom, 1. Super-G, 1. Kombination

### Juniorenweltmeisterschaften
- Lanzo d’Intelvi 1991: 2. Slalom, 3. Riesenslalom
- Kálnica 1992: 1. Slalom

### Weltcup
- 3. Gesamtrang: 2002, 2006 und 2007
- 4. Gesamtrang: 2001
- 5. Gesamtrang: 2003

### Italienische Meisterschaften
- Cerentin ist sechsfacher Italienischer Meister: Slalom 2002 und 2006, Riesenslalom 2004, Super-G 2002 und 2010, Kombination 2006